# Kentucky (rijeka)
Kentucky je 418 km duga rijeka u SAD-u, američkoj saveznoj državi Kentuckyju, pritoka rijeke Ohia.
Rijeka Kentucky nastaje na istoku savezne države kraj mjesta Beatyville sutokom rukavaca North i South Fork na nadmorskoj visini od oko 200m. Rukavac North Fork je dug oko 270km i izvire na zapadnoj strani planine Pine u gorju Appalachians. Rukavac Middle Fork je pritok sjevernom rukavcu i dug je oko 169 km, te također izvire u gorju Appalachians. Rukavac South Fork je dug oko 72km.
Rijeka Kentucky teče prema sjeverozapadu da bi se kod mjesta Carrolton ulila u rijeku Ohio. U svom tijeku rijeka Kentucky prima rijeke Red, Silver Creek, Dix, Benson Creek i Elkhorn Creek.